# Parafia Najświętszego Serca Jezusowego w Pliszczynie
Parafia Najświętszego Serca Jezusowego w Pliszczynie – parafia rzymskokatolicka należąca do dekanatu Lublin – Podmiejski archidiecezji lubelskiej. Mieści się we wsi Pliszczyn, w gminie Wólka, w powiecie lubelskim, w województwie lubelskim. Duszpasterstwo prowadzą duchowni ze Zgromadzenia Księży Najświętszego Serca Jezusowego (Sercanów).

## Zasięg parafii
Do parafii należą wierni z następujących miejscowości: Baszki, Boduszyn, Lublin, Łagiewniki, Łysaków, Pliszczyn.

## Historia
Parafia została utworzona w 1981 roku dekretem księdza arcybiskupa Bolesława Pylaka.
W maju 2020 r. parafia stała się jednym z ognisk zakaźnych pandemii koronawirusa w Polsce, w związku z czym odwołano wówczas wszystkie nabożeństwa, a księży i cześć parafian poddano przymusowej kwarantannie. Zdarzenie to odbiło się szerokim echem w ogólnopolskich środkach masowego przekazu i było przedmiotem debaty publicznej.